# Antigonish
Antigonish (AFI: /ˌæntɪɡəˈnɪʃ/; in gaelico canadese: Am Baile Mòr, AFI: [am ˈpalə ˈmuːɾ]) è una città situata nella provincia orientale canadese della Nuova Scozia. La città ha una popolazione di 4 236 abitanti. È il capoluogo della contea di Antigonish ed è sede episcopale della diocesi cattolica di Antigonish. La città ospita la Saint Francis Xavier University e i più antichi highland games del Nord America.

## Storia
Il nome Antigonish è di origine Mi'kmaq e si pensa indichi il luogo in cui i rami degli alberi vengono spezzati dagli orsi in cerca di noci.
Il primo insediamento europeo si ebbe nel 1784 quando il colonnello Timothy Hierlihy ricevette un grande appezzamento di terra che circondava il porto. Hierlihy e i suoi uomini fondarono un insediamento chiamato Dorchester, da Sir Guy Carleton, Governatore del Canada, divenuto poi Lord Dorchester.
Nel 1796 qualche abitante, con la guida dei nativi, segnò una strada dal porto al Monte Brown, che divenne poi Main Street.
Alla fine del secondo ventennio dell'Ottocento Dorchester era conosciuta con il nome di Antigonish.
La Saint Francis Xavier University fu fondata nel 1853 e fu spostata ad Antigonish, da Arichat, Cape Breton, nel 1855. Originariamente era un seminario cattolico. Nel 1866 l'istituto Saint Francis Xavier ricevette pieni poteri d'università con un atto del parlamento della Nuova Scozia.
Il giornale locale, The Casket, fu pubblicato per la prima volta il 1º gennaio 1861.
I primi highland games di Antigonish si tennero nel 1863 per raccogliere fondi per la costruzione della cattedrale di St. Ninian.
La contea di Sydney, Nuova Scozia, fu rinominata contea di Antigonish nel 1864, ed Antigonish fu incorporata come città nel 1889.
Il primo ospedale aprì il 10 giugno 1906.

## Istruzione
La Saint Francis Xavier University è situata ad Antigonish. È un'università con 4500 studenti, nominata quattro volte consecutive (2002-2005) migliore università undergraduate del Canada, e conosciuta per il Coady International Institute.
Vi sono tre scuole primarie e secondarie nella città:
- Dr. John Hugh Gillis Regional High School
- St. Andrew Junior School
- Antigonish Education Centre